# Cztery modernizacje
Cztery modernizacje – program sformułowany w styczniu 1963 roku podczas konferencji naukowej w Szanghaju przez ówczesnego premiera Chin Zhou Enlaia, zapowiadające przeprowadzenie w niedługim czasie kompleksowego programu przebudowy i unowocześnienia Państwa Środka w czterech sektorach: rolnictwa, przemysłu, obronności oraz nauki i techniki.
Pojęcie czterech modernizacji przeniknęło do języka publicznego po wystąpieniu Zhou Enlaia 13 stycznia 1975 roku, na pierwszej sesji OZPL IV kadencji. Zaprezentowany wówczas program czterech modernizacji stanowił odważną zapowiedź reform gospodarczo-społecznych i deklarację zerwania z kursem wciąż trwającej jeszcze rewolucji kulturalnej. Zawierał w sobie krytykę doktryn maoistowskich, na pierwszym miejscu zamiast ideologii stawiając gospodarkę oraz postulując pragmatyzm w polityce socjoekonomicznej w miejsce idealizmu i doktrynerstwa.
Po śmierci Mao Zedonga w 1976 roku hasło czterech modernizacji stało się jednym z punktów programu reformistów skupionych wokół Deng Xiaopinga. W sierpniu 1977 roku Komitet Centralny Komunistycznej Partii Chin zapowiedział ich realizację do końca XX wieku. Cztery modernizacje stanowiły jedno z głównych haseł wolnorynkowych reform gospodarczych w Chinach w latach 80.

## Nawiązania
W grudniu 1978 roku dysydent Wei Jingsheng wywiesił w Pekinie dazibao o piątej modernizacji, w którym utrzymywał, że realizacja reform gospodarczych wymaga również demokratyzacji życia politycznego.